# Soyouz TMA-4
Soyouz TMA-4 était une mission Soyouz à destination de la Station spatiale internationale.

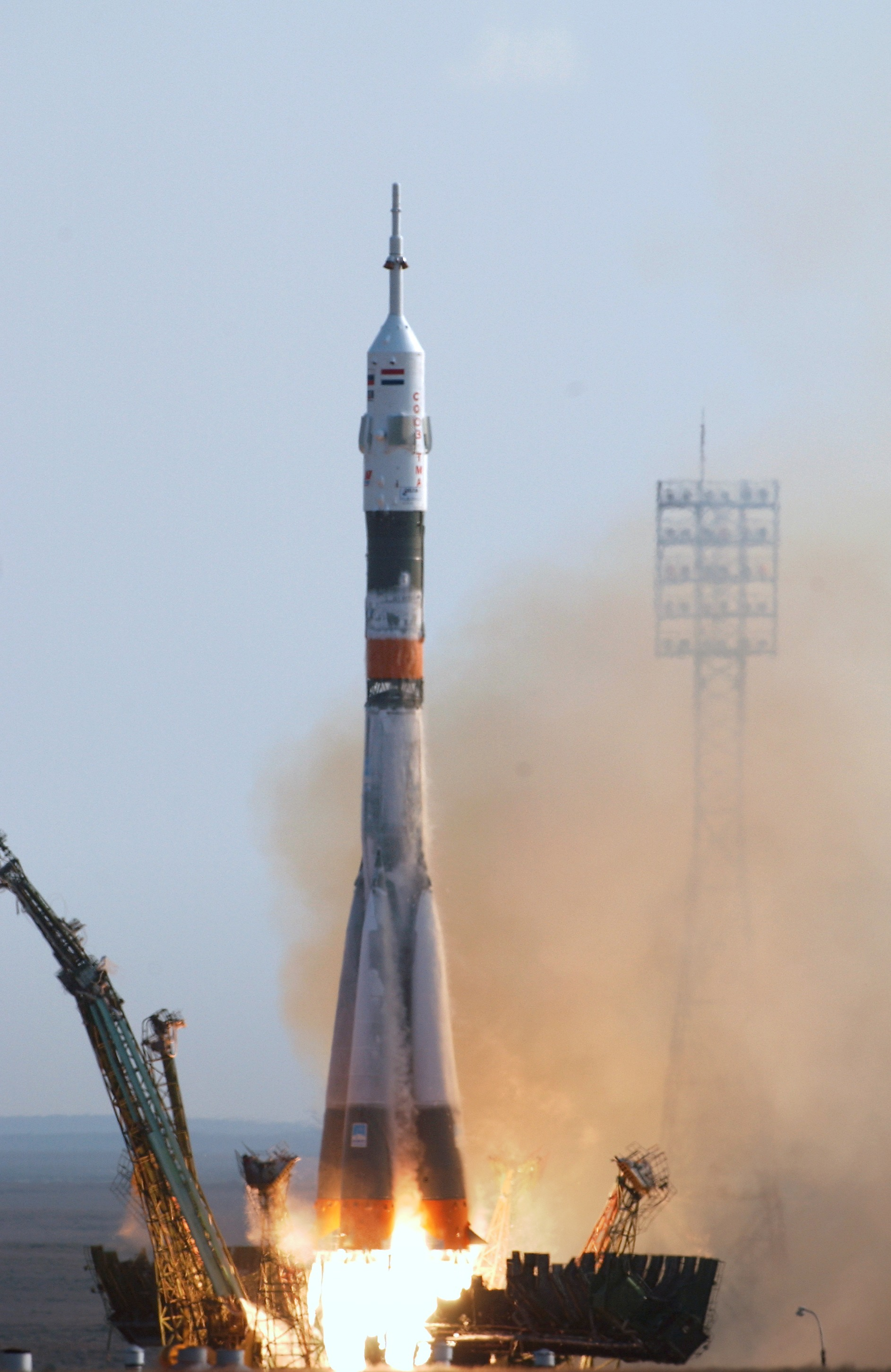
Lancement de Soyouz TMA-4

## Équipage
Décollage: 
- Gennady Padalka (2)
- Edward Fincke (1) - USA
- André Kuipers (1) - ESA (Pays-Bas)

Atterrissage:
- Gennady Padalka (2)
- Edward Fincke (1) - USA
- Yuri Shargin (1)

## Paramètres de la mission
- Masse: n.c. kg
- Périgée: 200 km
- Apogée: 252 km
- Inclinaison: 51.7°
- Période: 88.7 minutes